# Douglas Engelbart
Douglas Carl Engelbart (Portland, Oregón; 30 de enero de 1925-Atherton, California; 2 de julio de 2013) fue un inventor estadounidense, descendiente de noruegos. Es conocido por inventar el ratón, y fue un pionero de la interacción humana con las computadoras, incluyendo el hipertexto y las computadoras en red. Su visión sirvió para que los ingenieros de Xerox PARC llegaran finalmente a un mejor diseño del mouse, empleado por la Xerox Alto, la primera computadora personal con interfaz gráfica.
Engelbart recibió un título de grado en ingeniería eléctrica de la Oregon State University en 1948, un título de grado en ingeniería de la Universidad de Berkeley en 1952 y un doctorado de UC Berkeley en 1955.
En otoño de 1968, en una conferencia de expertos en informática, Doug Engelbart hizo una presentación que duró 90 minutos. Además de hacer la primera demostración pública del ratón, incluyó una conexión en pantalla con su centro de investigación, es decir, fue la primera vídeo-conferencia de la historia y es recordada con el sobrenombre de «la madre de todas las demos».
NLS, el «sistema oN-Line», desarrollado por el Augmentation Research Center bajo la dirección de Engelbart con financiación principalmente de ARPA (como se conocía entonces a DARPA), demostró numerosas tecnologías, la mayoría de las cuales son ahora de uso generalizado; incluía el ratón de ordenador, las pantallas de mapa de bits, el hipertexto; todo ello se mostró en «La madre de todas las demostraciones» en 1968. El laboratorio fue transferido del SRI a Tymshare a finales de la década de 1970, que fue adquirida por McDonnell Douglas en 1984, y el NLS pasó a llamarse Augment (ahora Instituto Doug Engelbart). Tanto en Tymshare como en McDonnell Douglas, Engelbart se vio limitado por la falta de interés en sus ideas y de financiación para llevarlas a cabo, y se retiró en 1986.
En 1988, Engelbart y su hija Christina lanzaron el Instituto Bootstrap, que más tarde se conoció como el Instituto Doug Engelbart, para promover su visión, especialmente en la Universidad de Stanford; este esfuerzo dio como resultado algunos fondos de DARPA para modernizar la interfaz de usuario de Augment. En diciembre de 2000, el presidente de los Estados Unidos Bill Clinton concedió a Engelbart la Medalla Nacional de Tecnología, el mayor premio tecnológico de los Estados Unidos. En diciembre de 2008, Engelbart fue homenajeado por SRI en el 40.º aniversario de la «madre de todas las demostraciones».

## Biografía

### Filosofía orientadora
La carrera de Engelbart se inspiró en diciembre de 1950, cuando se comprometió en matrimonio y se dio cuenta de que no tenía más objetivos profesionales que «un trabajo fijo, casarse y vivir feliz para siempre». Durante varios meses razonó que:
1. centraría su carrera en hacer del mundo un lugar mejor[7]
2. cualquier esfuerzo serio para mejorar el mundo requeriría algún tipo de esfuerzo organizado que aprovechara el intelecto humano colectivo de todas las personas para contribuir a soluciones efectivas.
3. si se pudiera mejorar drásticamente la forma de hacerlo, se estaría impulsando todo esfuerzo en el planeta para resolver problemas importantes - cuanto antes mejor
4. los ordenadores podrían ser el vehículo para mejorar drásticamente esta capacidad.[6]

En 1945, Engelbart había leído con interés el artículo de Vannevar Bush «As We May Think», un llamamiento a la acción para que el conocimiento esté ampliamente disponible como un gran reto nacional en tiempos de paz. También había leído algo sobre el reciente fenómeno de los ordenadores y, por su experiencia como técnico de radar, sabía que la información podía analizarse y mostrarse en una pantalla. Imaginó a los trabajadores intelectuales sentados en «puestos de trabajo» de pantalla, volando por el espacio de la información, aprovechando su capacidad intelectual colectiva para resolver juntos problemas importantes de forma mucho más potente. Aprovechar el intelecto colectivo, facilitado por los ordenadores interactivos, se convirtió en la misión de su vida en una época en la que los ordenadores se consideraban herramientas para hacer números.
Como estudiante de posgrado en Berkeley, colaboró en la construcción de CALDIC (California Digital Computer). Su trabajo de posgrado dio lugar a ocho patentes. Tras completar su doctorado, Engelbart permaneció en Berkeley como profesor adjunto durante un año antes de marcharse cuando quedó claro que no podía perseguir su visión allí. Engelbart formó entonces una empresa emergente, Digital Techniques, para comercializar algunas de sus investigaciones doctorales sobre dispositivos de almacenamiento, pero al cabo de un año decidió en cambio seguir con la investigación con la que había soñado desde 1951.
Como operario de radar en las Filipinas durante la Segunda Guerra Mundial, Engelbart se inspiró en un artículo de Vannevar Bush, As We May Think, para buscar la manera de usar las computadoras para mejorar la sociedad. Cuando terminó la guerra, y siguiendo esta idea, Engelbart renunció a su trabajo como ingeniero y se fue a estudiar a UC Berkeley.

### Primeros años y educación
En 1957 ingresó como investigador al Stanford Research Institute y en 1959 ascendió al cargo de Director del Augmentation Research Center, que él fundó. En 1962 Engelbart, contando con un financiamiento de la Fuerza Aérea de los Estados Unidos, publicó su trabajo «Augmenting Human Intellect: A Conceptual Framework» (Aumentando el Intelecto Humano: Un Marco Conceptual). En este consideraba que las organizaciones tenían una capacidad para resolver problemas que dependía de características genéticas del ser humano y de elementos técnicos y no técnicos, como el lenguaje, las costumbres, las herramientas y los procedimientos; éstos se desarrollaban lentamente, a lo largo de siglos, pero, la tecnología electrónica digital estaba creciendo en forma explosiva. La propuesta consideraba que el intelecto colectivo aumentaría si se aceleraba la evolución de los diferentes elementos técnicos y no técnicos para aprovechar la nueva tecnología. En 1962 Engelbart se entrevistó con J.C.R. Licklider, quien había publicado un trabajo titulado «Simbiosis Hombre-Computador» y que entonces tenía el cargo de Director de la ARPA (Agencia de Investigación de Proyectos Avanzados) y se había propuesto impulsar el desarrollo de tecnologías de avanzada para mejorar la relación entre el hombre y las computadoras. Licklider accedió a financiar el trabajo de Engelbart. Durante los años siguientes el equipo liderado por Engelbart se dedicó a crear la tecnología necesaria para mejorar la forma de trabajar con las computadoras y así aumentar el intelecto humano. Él fue la fuerza motriz detrás del diseño del primer sistema en línea, oN-Line System (NLS), en el Stanford Research Institute. Junto con su equipo en el Augmentation Research Center desarrolló varios elementos básicos de la interfaz humana de las computadoras actuales, como pantallas con imágenes en bits, ventanas múltiples, y software multiusuario. También fue el co-inventor del ratón, del que nunca recibió regalías.

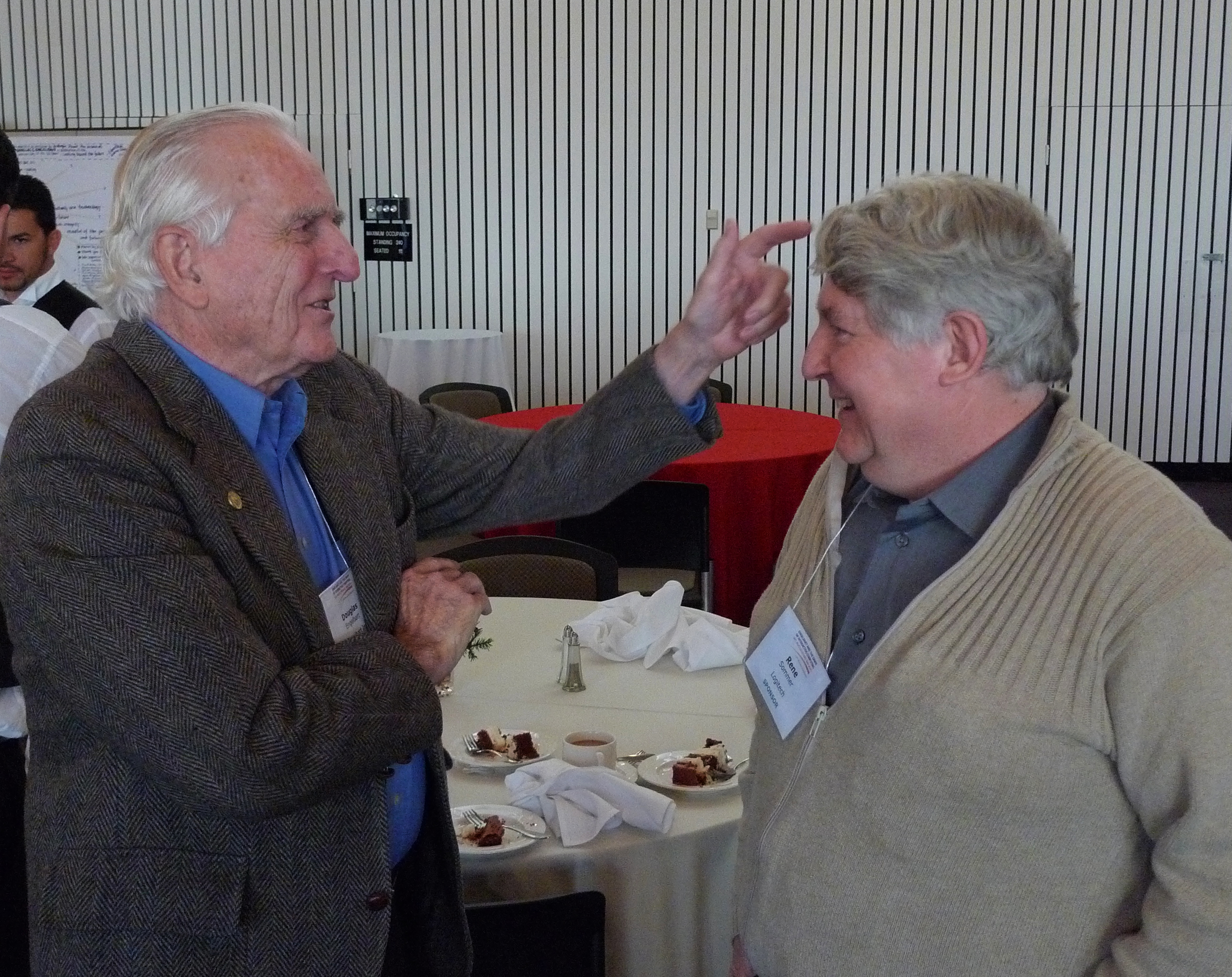
Doug Engelbart con René Sommer, considerado uno de los coinventores del ratón moderno.

Cuando ARPA creó una red para unir los diferentes laboratorios asociados, el Centro de Investigación de Engelbart fue el segundo nodo que se unió a la que fue la precursora de la Internet.
Sus ideas radicales no tuvieron la aceptación que esperaba, y fue perdiendo presupuesto para sus investigaciones. En 1978 el laboratorio se cerró por falta de fondos, aunque el sistema NLS y su sucesor, Augment, fueron vendidos a Tymshare, una compañía que más tarde fue comprada por McDonnell Douglas. Parte de su equipo se fue al centro de investigación Xerox PARC, donde siguieron desarrollando el ratón y desarrollaron la interfaz gráfica.
En 1988 Engelbart y su hija, Christina, fundaron el Bootstrap Institute, una entidad que aconsejaría a empresas sobre cómo usar la tecnología para lograr una mejor organización. Dos décadas después la entidad cambió su nombre por el de Doug Engelbart Institute.
Engelbart falleció el martes 2 de julio de 2013 en su casa en Atherton, California, por infarto.

## El ratón

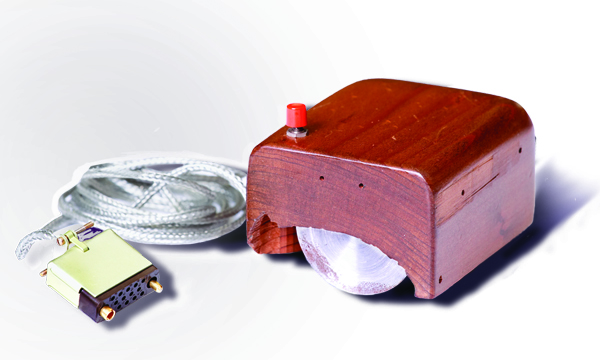
El primer prototipo de ratón concebido por Doug Engelbart y diseñado por Bill English.

El ratón, el invento más conocido de Engelbart fue descrito en 1967. Las pruebas que se realizaron demostraron que era más eficiente y efectivo que otros dispositivos que se diseñaron para realizar selecciones en la pantalla, como el lápiz de luz y el joystick; permitía interactuar en forma sencilla y práctica con las computadoras. Engelbart concibió este artefacto y el ingeniero Bill English, un miembro de su equipo, realizó el diseño detallado.
Engelbart solicitó una patente en 1967 y recibió en 1970, con el casco de madera con dos ruedas de metal (el ratón del ordenador), que se había desarrollado con Bill English, su ingeniero jefe, unos años antes. En la solicitud de patente se describe como un «indicador de posición XY para un sistema de visualización». Engelbart reveló más tarde que fue apodado el «mouse», porque el cable de conexión parecía la cola de un ratón.
Años más tarde, la mayoría de los miembros del equipo de Engelbart, incluyendo a English, se trasladaron a Xerox-PARC. Los investigadores allí redefinieron el uso del dispositivo integrándolo en un sistema que utilizaba símbolos icónicos en la pantalla.

## Honores
Engelbart recibió varios premios en los últimos años, como el Premio Memorial Yuri Rubinsky, el Premio Lemelson-MIT, el Premio Turing, la Medalla John von Neumann y la Medalla British Computer Society's Lovelace.
En 1997, le fue concedido el Premio Lemelson-MIT, del Instituto Tecnológico de Massachusetts. Este premio está dotado con medio millón de dólares y se otorga a inventores de Estados Unidos por un desempeño sobresaliente; Engelbart y el equipo que lideró desarrollaron ideas que contribuyeron a mejorar la interfaz entre los ordenadores y los seres humanos.
El 9 de diciembre de 2008, Engelbart fue honrado en la celebración del 40 aniversario de la Madre de Todas las Demos de 1968. Este evento, producido por SRI International, se llevó a cabo en el Memorial Auditorium de la Universidad de Stanford.
Los oradores incluyeron varios miembros del equipo original de Engelbart, incluidos Don Andrews, Bill Paxton, Bill English, el patrocinador principal Jeff Rulifson, y otros pioneros de la informática interactiva. Además, Christina Engelbart habló sobre los aportes e innovaciones realizados por su padre.